# Aspidifrontia anomala
Aspidifrontia anomala är en fjärilsart som beskrevs av Emilio Berio 1955. Aspidifrontia anomala ingår i släktet Aspidifrontia och familjen nattflyn. Inga underarter finns listade i Catalogue of Life.